# Applause (musical)

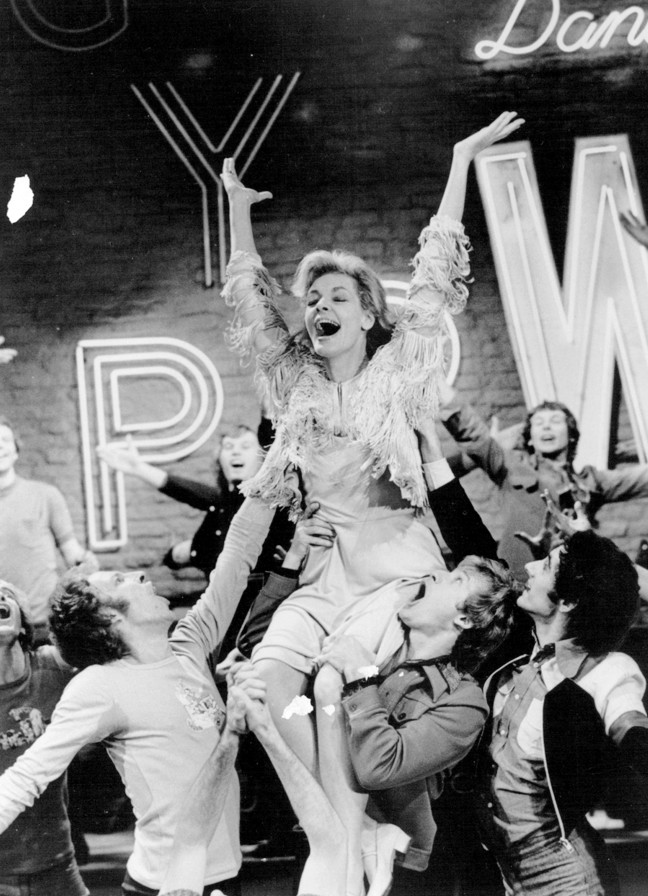
Lauren Bacall in Applause (1973)

Applause è un musical con libretto di Betty Comden e Adolph Green, versi di Lee Adams e musica di Charles Strouse, basato sul film di Joseph L. Mankiewicz Eva contro Eva. La produzione originale di Broadway ha vinto quattro Tony Awards, tra cui miglior musical.

## Allestimenti
Il musical ha debuttato al Palace Theatre di Broadway nel marzo 1970 ed è rimasto in scena per 896 repliche; Lauren Bacall interpretava Margo Channing, il ruolo originariamente interpretato da Bette Davis, e allo scadere del suo contratto è stata sostituita da Anne Baxter (l'originale Eva di Eva contro Eva) e da Arlene Dahl. Lauren Bacall ha interpretato Margo anche nel tour statunitense del 1971 e a Londra nel 1972. Altre attrici ad essersi cimentate nella parte di Margo sono Eva Gabor (Music Fair Circuit, 1973), Stefanie Powers (New Jersey, 1998) e Christine Ebersole (New York, 2008).
Nel 1980 una produzione italiana del musical ha debuttato al Teatro Nazionale di Milano e al Teatro Sistina di Roma con la regia di Antonello Falqui. Rossella Falk interpretava Margo Channing, Ivana Monti era Eva e facevano parte del cast anche: Gianni Bonagura (Mike), Liù Bosisio (Karen), Carla Brait (Bonnie), Marco Bonetti (Bill) e Gino Pernice (Duane).